# Scotch-test
Le scotch-test ou test à la cellophane adhésive de Graham ou test de Graham, est un test de prélèvement direct permettant de détecter la présence de pathogènes sur une surface cutanée. Son utilisation la plus connue est le scotch-test anal.
Le nom de Graham vient de C.F. Graham, anatomopathologiste américain, qui l'a proposé en 1941.

## Scotch-test anal
En France, le scotch-test anal est répertorié dans le code de nomenclature des actes de biologie médicale. Il est utilisé pour l'exploration d'une hyperéosinophilie ou lorsqu'on soupçonne la présence d'oxyures (vers parasites intestinaux).

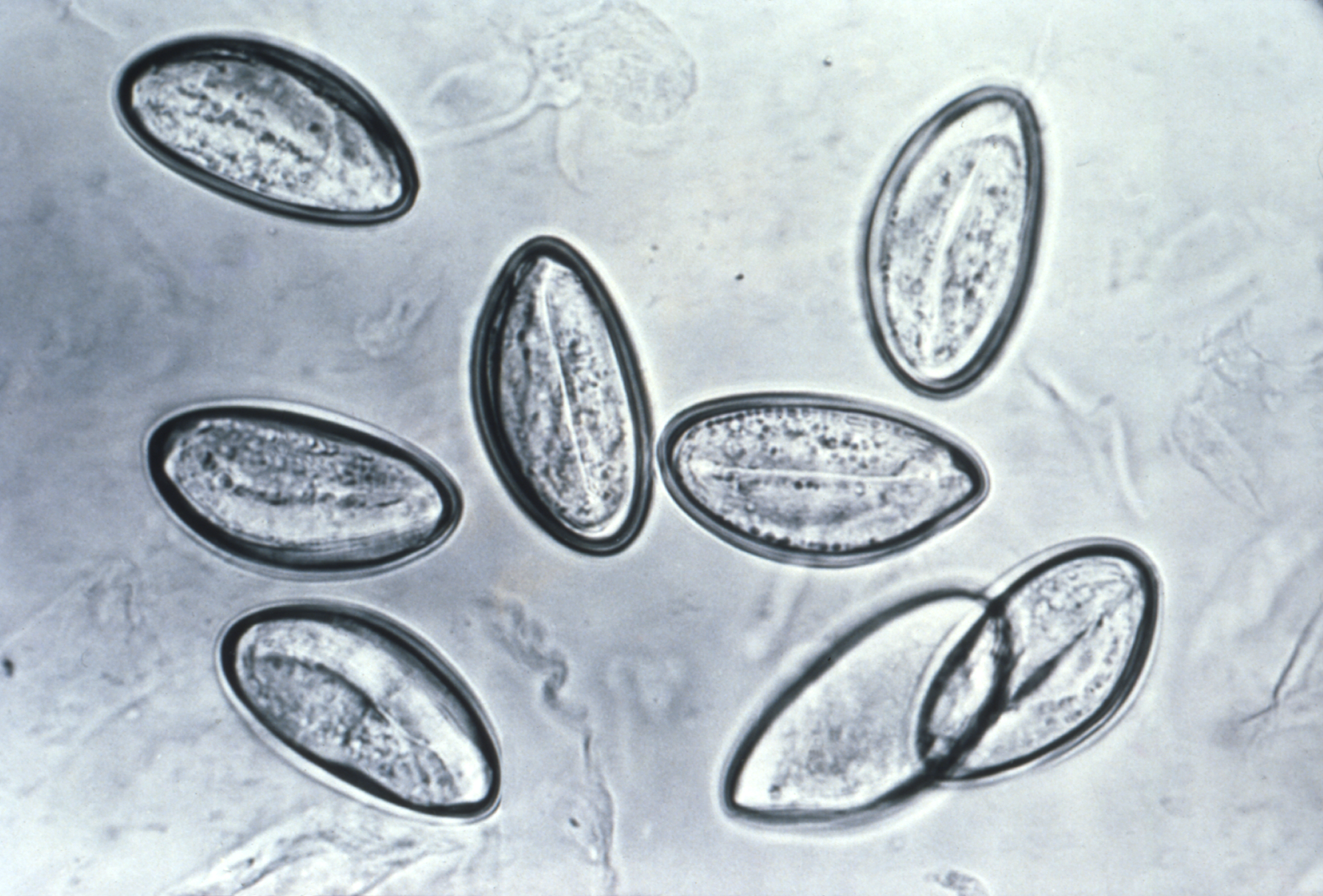
Photomicrographie d'œufs d'oxyures retrouvés sur le ruban adhésif d'un scotch-test.

Il permet de mettre en évidence les œufs d'helminthes surtout d'oxyures dont les femelles viennent pondre la nuit sur la marge anale, et plus rarement ceux de Tænia saginata dont les anneaux remplis d'œufs sortent du sphincter anal.
Il existe différentes techniques, soit la bande adhésive transparente est appliquée directement et fortement sur la marge anale déplissée, soit elle est collée face adhésive à l'extérieur sur un tube à essai, un abaisse-langue, le dos d'une cuillère, ou un doigt sur les plis de l'anus. Le scotch est ensuite collé sur une lame de verre pour être examiné au microscope,.
Le prélèvement doit être effectué le matin, avant toute toilette de la région périnéale, et avant la défécation. Si le prélèvement est négatif, il peut être répété à quelques jours d'intervalle. 
Pour le tænia le prélèvement effectué en fin d'après-midi serait plus sensible.
Le scotch-test est aussi utilisé pour contrôler l'efficacité du traitement : environ trois semaines plus tard, il doit être négatif pendant sept jours consécutifs.

## Scotch-test cutané
Le scotch-test cutané est utilisé en dermatologie et mycologie, sur la zone atteinte. Principalement pour mettre en évidence l'agent causal du pityriasis versicolor (Malassezia furfur).  
Il est aussi employé en médecine vétérinaire pour détecter bactéries, cellules de squame, ectoparasites et débris divers comme les déjections de puce.
Il est aussi possible de l’utiliser pour détecter l'agent de la gale (sarcopte).